# ラファエル・ドス・サントス
ラファ（Rafa）ことラファエル・ドス・サントス（ポルトガル語: Rafael Dos Santos、1990年9月25日 - ）は、ブラジル出身のフットサル選手。エルポソ・ムルシアFS所属。ブラジル代表。ポジションはピヴォ。

## 経歴
2013年にはグルジアフットサルリーグで4連覇中のイベリア・スターに移籍し、2013-14シーズンもリーグ優勝した。2014年から2015年には母国ブラジルのマグヌス・フットサル（ブラジル・キリン）でプレーし、2015年にはコパ・リベルタドーレスで優勝して南米王者となった。

### カルロス・バルボーザ
2015年から2017年にはカルロス・バルボーザでプレーした。2015年シーズンにはリーガ・ナシオナルで優勝し、2016年シーズンのリーガ・ナシオナルでは8節（6月3日）のグアラプアヴァ戦、9節（6月10日）のマグヌス戦でリーグ週間最優秀選手に選ばれ、チームトップ&リーグ8位タイの10得点を記録した。同年にはタッサ・ブラジルで優勝している。

### 名古屋オーシャンズ
2017年3月にはFリーグの名古屋オーシャンズに移籍した。なお、ラファの退団後にカルロス・バルボーザはコパ・リベルタドーレスで優勝している。2017年4月にはブラジル代表としてコパ・アメリカ（2017 コパ・アメリカ）に出場した。
2017-18シーズンはFリーグ31試合に出場してリーグ5位の25得点を挙げ、リーグ最優秀選手賞とベスト5を受賞した。2019年にはクラブがAFCフットサルクラブ選手権で優勝したが、1しかない外国人枠ではペピータが出場し、ラファは同大会に出場していない。2019-20シーズンはFリーグ30試合に出場してリーグ5位タイの23得点を挙げ、ベスト5を受賞した。
2020年3月に退団。

### エルポソ・ムルシアFS
2020年8月にスペインLNFSリーグ1部のエルポソ・ムルシアFSへ移籍、2020-21シーズンからプレーしている。

## 所属クラブ
- 2011  ADウィンプロ
- 2012-2013  サン・ジョゼ・フットサル（ポルトガル語版）
- 2013-2014  イベリア・スター（英語版）
- 2014-2015  マグヌス・フットサル（ポルトガル語版）（ブラジル・キリン）
- 2015-2017  カルロス・バルボーザ
- 2017-2020  名古屋オーシャンズ
- 2020-  エルポソ・ムルシアFS

## タイトル
クラブ
- Fリーグ (2) : 2017-18, 2018-19
- JFA 全日本フットサル選手権大会 (2) : 2018, 2019
- Fリーグ オーシャンカップ (3) : 2017, 2018, 2019
- AFCフットサルクラブ選手権 (1) : 2019

個人
- Fリーグ最優秀選手賞 (1) : 2017-18
- Fリーグベスト5 (2) : 2017-18, 2019-20

## 個人成績
| 国内大会個人成績 | 国内大会個人成績 | 国内大会個人成績 | 国内大会個人成績 | 国内大会個人成績 | 国内大会個人成績 | 国内大会個人成績 | 国内大会個人成績 | 国内大会個人成績 | 国内大会個人成績 | 国内大会個人成績 | 国内大会個人成績 |
| 年度             | クラブ           | 背番号           | リーグ           | リーグ戦         | リーグ戦         | リーグ杯         | リーグ杯         | オープン杯       | オープン杯       | 期間通算         | 期間通算         |
| 年度             | クラブ           | 背番号           | リーグ           | 出場             | 得点             | 出場             | 得点             | 出場             | 得点             | 出場             | 得点             |
| 日本             | 日本             | 日本             | 日本             | リーグ戦         | リーグ戦         | オーシャン杯     | オーシャン杯     | 全日本選手権     | 全日本選手権     | 期間通算         | 期間通算         |
| ---------------- | ---------------- | ---------------- | ---------------- | ---------------- | ---------------- | ---------------- | ---------------- | ---------------- | ---------------- | ---------------- | ---------------- |
| 2017-18          | 名古屋           | 13               | Fリーグ          | 31               | 25               |                  |                  |                  |                  |                  |                  |
| 2018-19          | 名古屋           | 13               | Fリーグ          | ??               | ??               |                  |                  |                  |                  |                  |                  |
| 2019-20          | 名古屋           | 13               | Fリーグ          | 30               | 23               |                  |                  |                  |                  |                  |                  |
| 通算             | 日本             | 日本             | Fリーグ          |                  |                  |                  |                  |                  |                  |                  |                  |
| 通算             | 日本             |                  |                  |                  |                  |                  |                  |                  |                  |                  |                  |
| 総通算           |                  |                  |                  |                  |                  |                  |                  |                  |                  |                  |                  |